# Besaia isis
Besaia isis är en fjärilsart som beskrevs av Alexander Schintlmeister 1997. Besaia isis ingår i släktet Besaia och familjen tandspinnare. Inga underarter finns listade i Catalogue of Life.